# مرگ‌نشان
مرگ‌نشان (نام علمی: Sheppardia) نام یک سرده از تیره مگس‌گیران است.

## گونه ها
- مرگ‌نشان بوکیج, Sheppardia bocagei
- مرگ‌نشان جلگه, Sheppardia cyornithopsis
- مرگ‌نشان استوایی, Sheppardia aequatorialis
- مرگ‌نشان شارپی, Sheppardia sharpei
- مرگ‌نشان کرانه خاوری, Sheppardia gunningi
- مرگ‌نشان گابلا, Sheppardia gabela
- مرگ‌نشان اوسامبارا, Sheppardia montana
- مرگ‌نشان ایرینگا, Sheppardia lowei
- مرگ‌نشان روبهو, Sheppardia aurantiithorax